# Lorda
Lorda, o Lurda (en occità Lorda, en francès Lourdes), és una ciutat de la Gascunya situada a les planures de la Bigorra a una altitud de 400 metres. Administrativament pertany al departament francès dels Alts Pirineus, a la regió d'Occitània. Està banyada pel riu Gave de Pau, que procedeix de Gavarnie. Els seus habitants s'anomenen lordesos.
A partir del segle xix, es va convertir en un important centre religiós catòlic de peregrinació, al lloc on hi va haver les visions experimentades per la xiqueta Bernadeta Sobirós, l'actual Santuari de Lorda.

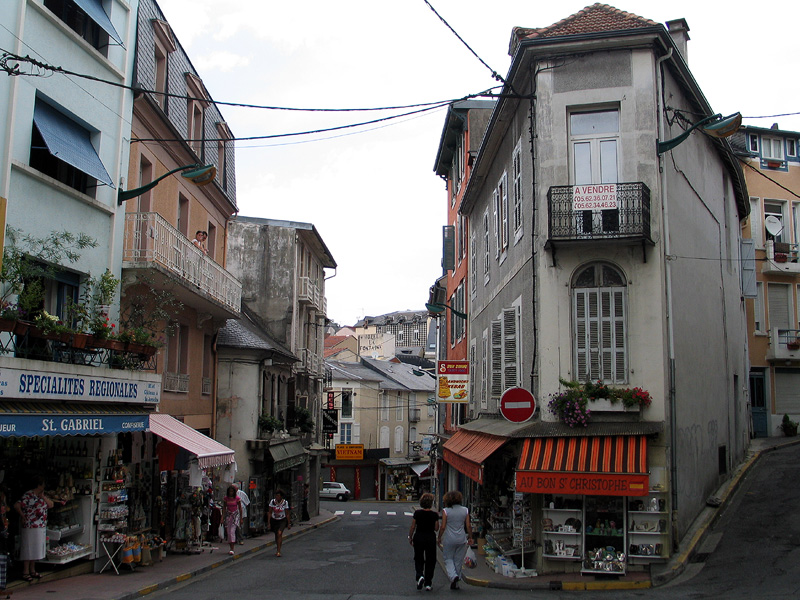
Un carrer de la vila

## Demografia
| Evolució de la població Ehess i INSEE |       |       |       |       |       |       |       |       |
| 1793                                  | 1800  | 1806  | 1821  | 1831  | 1836  | 1841  | 1846  | 1851  |
| 2 628                                 | 2 741 | 3 061 | 3 393 | 3 818 | 3 742 | 4 146 | 4 205 | 4 434 |

| 1856  | 1861  | 1866  | 1872  | 1876  | 1881  | 1886  | 1891  | 1896  |
| ----- | ----- | ----- | ----- | ----- | ----- | ----- | ----- | ----- |
| 4 282 | 4 310 | 4 620 | 4 714 | 5 741 | 5 864 | 6 517 | 6 976 | 7 758 |

| 1901  | 1906  | 1911  | 1921  | 1926  | 1931   | 1936   | 1946   | 1954   |
| ----- | ----- | ----- | ----- | ----- | ------ | ------ | ------ | ------ |
| 8 708 | 8 364 | 8 805 | 8 736 | 9 082 | 10 651 | 11 529 | 13 974 | 15 829 |

| 1962   | 1968   | 1975   | 1982   | 1990   | 1999   | 2006 | 2011 | 2016 |
| ------ | ------ | ------ | ------ | ------ | ------ | ---- | ---- | ---- |
| 16 023 | 17 939 | 17 870 | 17 425 | 16 300 | 15 203 | -    | -    | -    |

| 2019 | - | - | - | - | - | - | - | - |
| ---- | - | - | - | - | - | - | - | - |
| -    | - | - | - | - | - | - | - | - |

## Història
Lorda va ser a l'edat mitjana una població fortificada, la situació geogràfica de la qual va fer que fóra una important plaça forta del comtat de Bigorra. El seu castell data del segle xiv, reedificat al XVI. La plaça va ser cedida als anglesos pel tractat de Brétigny el 1360, i fins al 1406 no va ser recuperada.

### La llegenda de l'emperadorCarlemany
Es diu que quan Carlemany va tornar de la seua incursió en terres hispanes (després de la derrota de Roncesvalls), va assetjar la plaça de Lorda, que estava ocupada pels musulmans sota el comandament de Mirat. La llegenda narra que durant el setge hom va veure volar per dalt de la fortalesa una àguila gegant que duia al bec una truita també gegantina que va deixar caure als assetjats. Mirat va arreplegar la truita i li la va enviar com a regal a Carlemany, assegurant-li que tenien vitualles suficients per a resistir l'assetjament. Carlemany s'ho va creure i va enviar el seu bisbe Turpin a entrevistar-se amb el cap de la fortalesa. El resultat va ser que el musulmà es va convertir al cristianisme i que poc després va ser batejat.

### Heràldica
Com a conseqüència d'aquesta llegenda, les armories de la vila de Lorda estan representades per un escut de gules amb 3 torres d'or tancades de sable, la del mig, més alta, sobremuntada d'una àguila contornada de sable amb les ales obertes portant una truita d'argent al bec; el peu d'atzur, amb sis monts d'or damunt unes faixes ondades d'atzur i argent que signifiquen les set valls de Lavedan banyats pel riu Gave.

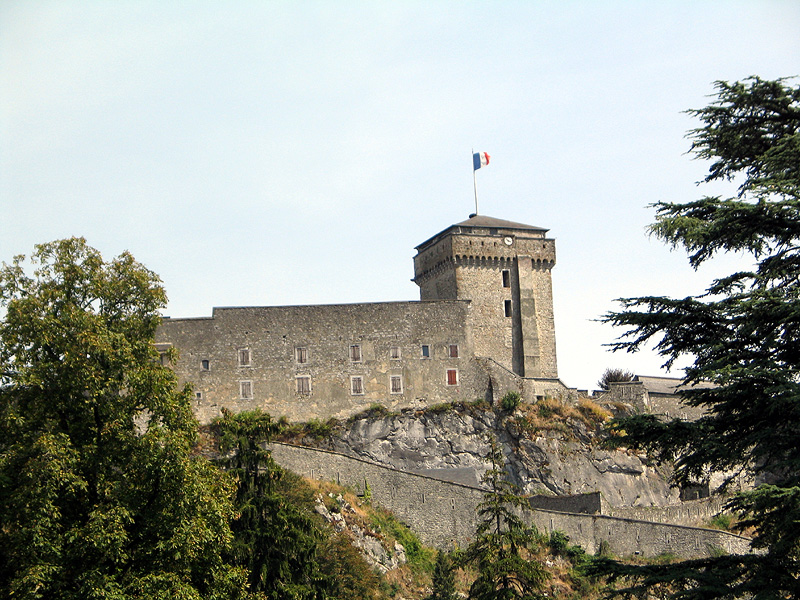
El castell

## Administració
| Període   | Identitat              | Partit |
| --------- | ---------------------- | ------ |
| 1971-1989 | François Abadie        | PRG    |
| 1989-2000 | Philippe Douste-Blazy  | UDF    |
| 2000-     | Jean-Pierre Artiganave | UMP    |

## Monuments
- El castell del segle xiv, reedificat al XVI. Residència dels comtes de Bigorra.
- La torre defensiva del segle xiv, que alberga un museu d'arts i tradicions populars dels Pirineus.
- Els santuaris, centre de peregrinació catòlica, entre els quals destaca el Santuari de la Mare de Déu de Lorda.
- El molí de Boly. Ací va nàixer Bernadeta Soubirous el 7 de gener de 1844. Els seus pares eren moliners i coneguts a Lorda com els moliners de Boly.
- La casa paterna de Bernadeta, o molí Lacadé, on viu la família a partir de 1863. En aquesta casa va morir la mare, Louise Castérot, el 8 de desembre de 1866.
- El cachot (o calabós), al carrer dels Petits-Fossés. Havia servir de presó, i més tard hi va viure la família de Bernadeta, en una única habitació que feia 4,40 per 4 metres. Des d'aquest lloc va eixir Bernadeta a buscar llenya la primera vegada que va tenir les visions, l'11 de febrer de 1858.

## Llocs d'interès
- La Gruta de Massavielha, abans utilitzada com a cort de porcs. Dins hi van tenir lloc les aparicions de la Mare de Déu a Bernadeta.
- Le Cachot, casa natal de Bernadeta, que avui és un museu.
- Bartres, un poblet menut situat a uns 3 km de Lorda. Maria Aravant hi va criar la petita Bernadeta, arran de la mort del seu fill. Bernadeta va dur a pasturar el ramat a Bartres anys després i en aquell lloc s'hi va construir una capella.
- Passejos turístics i senderisme per la zona.
- Diverses estacions d'esquí a pocs quilòmetres (Barège, La Mongie, etc.).